# Forests mixtes de l'altiplà de Loess de Xina central
L'ecoregió dels boscos mixtes de l'altiplà Loess de la Xina Central cobreix un altiplà allargat a tota la Xina del nord-centre, caracteritzat per sòls acumulats de pols arrossegada pel vent conegut com a loess i fins al glacial. El sòl groguenc transmet el seu color curs avall del riu Groc i a la Mar Groga. L'ecoregió es troba a l'oest de la conca inferior del riu Groc i de la plana de la Xina nord. El codi WWF de l'ecoregió és PA0411.

## Ubicació i descripció
L'ecoregió recorre uns 1.600 km de sud-oest a nord-est i té uns 300 km d'amplada. El sòl loess té una espessor de fins a 200 metres de gruix, amb les majors profunditats al sud-oest, on es poden formar les loess en forma de muntanyes consolidades. Els dipòsits més prims es troben al nord-est, on el loess omple només les conques. Com que el loess conserva bé els nutrients i l'aigua, el sòl pot donar suport a la vegetació durant les estacions seques.

## Clima
El clima de l'ecoregió és un clima continental humit, estiu càlid (classificació del clima Köppen (Dwb)), amb un hivern sec. Aquest clima es caracteritza per grans diferencials de temperatura estacional i un estiu càlid (almenys quatre mesos amb una mitjana de més de 10 ° C), però no hi ha un mes de mitjana superior 22 ° C ni hiverns freds amb precipitacions mensuals menors d'una desena part del mes més humit de l'estiu.

## Flora i fauna
L'altiplà suporta forests mixtes decídues de fulla ampla a les zones del nord i de l'est, tot i que la vegetació és més escassa i pobra cap al sud-oest. La conversió del bosc en superfície agrícola amb el pas del temps ha comportat l'erosió i la pèrdua de la vegetació, que en algunes zones ha estat greu. La creença general és que l'àrea va ser densament boscosa amb arbres alts, tot i que les recents investigacions suggereixen que gran part de la zona pot haver estat de pastures en els darrers 20.000 anys.
Des dels anys cinquanta, el govern ha donat suport a programes de plantació d'arbres per al control de l'erosió a la regió, convertint terrenys agrícoles poc productius en pendents escarpats de bosc.